# كروميشريش
كروميشريش (بالتشيكية: Kroměříž)‏ هي بلدة في إقليم زلين في جمهورية التشيك، وهي مركز مقاطعة كروميشريش.
يبلغ عدد سكان هذه البلدة 29,035 حسب إحصاء في سنة 2015.

## توأمة
لكروميشريش اتفاقيات توأمة مع كل من:
- كرمس آن در دوناو
- شاتودون
- Piekary Śląskie [الإنجليزية]‏
- نيترا

## أعلام
- هينريتش كرامر
- غابريلا غونشيكوفا
- بافيل هابال
- جان ربكا
- يوسف سيلني

## اقرأ أيضاً
- مقاطعة كروميشريش